# 岡久雄 (技術者)
岡 久雄（おか ひさお、1925年6月29日 - ）は、日本の電気技術者、工学博士。三菱電機代表取締役副社長や、新エネルギー・産業技術総合開発機構理事長、日本オペレーションズ・リサーチ学会会長、電気学会会長、日本YMCA同盟委員長等を歴任した。

## 人物・経歴
宮城県仙台市生まれ。1943年宮城県工業学校（現宮城県工業高等学校）電気工学科、1952年東北大学工学部電気工学科卒業、三菱電機入社。半導体デバイスの研究開発に従事し、1962年には東北大学工学博士の学位を取得。1972年北伊丹製作所電力半導体部長。1978年LSI開発センタセンタ長。1980年LSI研究所所長。1983年取締役LSI研究所所長。1985年常務取締役開発本部長。1987年専務取締役開発本部長。1988年藍綬褒章受章。1989年知的財産権本部長兼務。同年代表取締役副社長。1990年日本オペレーションズ・リサーチ学会会長。1991年自由電子レーザー研究所代表取締役社長。1992年日本オペレーションズ・リサーチ学会評議員。同年新エネルギー・産業技術総合開発機構理事長。1994年電気学会会長。1995年三菱電機顧問。1996年日本YMCA同盟委員長。日本工学教育協会副会長なども務めた。

## 著書
- 『勿忘草』里文出版 2018年

## 受賞
- 1977年 新技術開発財団市村賞[6]
- 1987年 日本科学技術連盟石川賞[6]
- 1988年 藍綬褒章[6]
- 1996年 電気学会功績賞[6]
- 1997年 日本電機工業会功績賞[6]